# The Voidoids
The Voidoids, también conocidos como Richard Hell & The Voidoids fue un grupo estadounidense de punk rock, liderado por el bajista Richard Hell.
Hell formó parte de Television, grupo que dejó por conflictos con otro de sus miembros, su amigo Tom Verlaine. Tras dejar el grupo formó parte de The Heartbreakers, un grupo de punk liderado por Johnny Thunders (ex-guitarrista de los New York Dolls). Tras dejar este grupo formó The Voidoids junto a los guitarristas Ivan Julian y Robert Quine, y al baterista Marc Bell, que más adelante sería conocido como Marky Ramone
El primer lanzamiento del grupo fue un EP de tres canciones editado en 1976. En 1977 el grupo editó su primer LP, titulado Blank Generation, que incluía canciones que Hell había escrito cuando aún formaba parte de Televisión (como "Love Comes In Spurts" o el mismo "Blank Generation"). A pesar de ser bien recibido por la crítica, el grupo recién volvió a editar un álbum en el año 1982, el cual fue titulado Destiny Street. Durante el resto de la década el grupo estuvo inactivo (y Hell se dedicó a editar poesía y a la actuación), aunque se editó un álbum en vivo titulado Funhunt. Hell volvió a juntar al grupo en el año 2000 para grabar una canción titulada "Oh", que estuvo disponible gratuitamente en internet.
The Voidoids son considerados una banda importante de la primera ola del punk, y la imagen de Richard Hell influenció a Malcolm McLaren para la creación de los Sex Pistols y su tienda "Sex".

## Integrantes
- Richard Hell - bajo y voz
- Robert Quine - guitarra
- Ivan Julian - guitarra
- Marc Bell (Marky Ramone) - batería
- Fred Maher - batería

## Discografía

### Álbumes de estudio
- Blank Generation (1977)
- Destiny Street (1982)
- Funhunt: Live at the CBGB's & Max's (1990) (en vivo)

### EP
- Richard Hell (1976)
- Richard Hell/Neon Boys (1980)

### Singles
- "Another World" (1976)
- "Blank Generation" (1977)
- "The Kid with the Replaceable Head" (1979)